# Natália Germáni
Natália Germáni (* 27. ledna 1993, Nitra) je slovenská herečka.

## Život
Po dokončení střední školy podala přihlášku na Vysokou školu múzických umění v Bratislavě, kam byla přijata.
Před kamery se dostala při hledání nových tváří; jednou z jejích první rolí byla postava Saši, která si touží splnit sen – tetování – v seriálu Deň a noc. Po skončení seriálu se objevila jako dcera Soni Norisové v seriálu Dr. Ema, který měl pouze jednu sérii.
V roce 2015 natočila seriál Divocí koně, kde ztvárnila postavu Miriam Fábry, nadějné herečky, která Adamovi (Ján Dobrík) zamotala hlavu; ve stejném roce hrála v historickém seriálu Poslední vízum, který měl premiéru v Šanghaji.
Léta 2018 se objevila jako právnička Alice v seriálu Vlci, kde hraje po boku Anny Javorkové, Emila Horvátha ml. či Ivana Krúpy. V Česku na sebe upoutala filmem Věčně tvá nevěrná.
V roce 2019 hrála ve filmu Amnestie, téhož roku si zahrála postavu Nikity v seriálu Oteckovia a princeznu Elenu v pohádce Princezna zakletá v čase. Léta 2022 si roli v čase lapené princezny Eleny zopakovalala v pokračování pohádky.
Roku 2023 ztvárnila hlavní roli ve filmu Její tělo. Působí v divadle GUnaGU a ve Slovenském národním divadle.